# Rio Open 2014
Die Rio Open 2014 waren ein Tennisturnier der WTA Tour 2014 für Damen und ein Tennisturnier der ATP World Tour 2014 für Herren, welche zeitgleich vom 17. bis 23. Februar 2014 in Rio de Janeiro stattfanden.

## Herrenturnier
→ Qualifikation: Rio Open 2014/Herren/Qualifikation

## Damenturnier
→ Qualifikation: Rio Open 2014/Damen/Qualifikation